# Свято-Троїцький жіночий монастир (Сімферополь)
Свято-Троїцький жіночий монастир — православний монастир, що розташований в Сімферополі (АРК, Україна). Належить Українській православній церкві Московського патріархату.

## Історія
На місці сучасного Свято-Троїцького собору раніше розташовувалася дерев'яна грецька церква, яка була заснована в 1796 році. Згодом, стару церкву розібрали і в 1868 році був побудований і освячений новий просторий Свято-Троїцький собор. Храм має класичні архітектурні форми. Над лівим боковим вівтарем зведена невисока дзвіниця. Фасад храму прикрашений декоративними візерунками і мозаїчними зображеннями. Купола прикрашають ажурні хрести
У часи СРСР Свято-Троїцький собор також піддався хвилі гонінь. З собору вилучалися церковне майно. Священики, котрі стали на захист собору, були репресовані. У лютому 1933 року храм закрили і почалася підготовка до його переобладнання під дитячий інтернат. Однак, завдяки зусиллям місцевих греків, ідею з інтернатом залишили і в 1934 році храм знову було відкрито для відвідування віруючими.
27 грудня 2002 року рішенням Синоду Української православної церкви Московського патріархату Свято-Троїцький собор звернений в жіночий монастир.